# Tahar Ben Jelloun
Tahar Ben Jelloun (født 1. december 1944 i Fez) er en  marokkansk forfatter, der i 1987 fik Goncourtprisen for romanen La Nuit sacrée (dansk titel: Den hellige nat, 1988).

## Titler oversat til dansk
- Lystægteskabet (2018)
- Tabet (2014)
- Det arabiske forår (2011)
- Hjem (2010)
- Om min mor (2009)
- Rejsen (2007)
- Den sidste ven (2005)
- Hvad er islam? (2005)
- Hammam (2003)
- Sandbarnet & Den hellige nat (to romaner) (2003)
- Manden der gav efter (1998)
- Sig mig far, hvad er racisme? (1998)
- Med sænket blik (1991)
- Stille dag i Tanger (1990)
- Den hellige nat (1988)
- Sandbarnet (1988)